# Columbia (Misisipi)
Columbia es una ciudad situada en el estado de Misisipi, en los Estados Unidos. Es sede del condado de Marion. En el año 2000 tenía una población de 6.603 habitantes en una superficie de 16.5 km², con una densidad poblacional de 399 personas por km². 

## Geografía
Columbia se encuentra ubicada en las coordenadas 31°15′24″N 89°49′44″O / 31.25667, -89.82889. Según la Oficina del Censo, la ciudad tiene un área total de 16,5 km² (6,4 mi²), de la cual 16,5 km² (6,4 mi²) es tierra y 0 km² (0 mi²) es agua.

## Demografía
Para el censo de 2000, había 6.603 personas, 2.497 hogares y 1.620 familias en la ciudad. La densidad de población era 399 hab/km².
En el 2000 la renta per cápita promedia del hogar era de $ 19.644 y el ingreso promedio para una familia era de $28.493. El ingreso per cápita para la localidad era de $12.592. En 2000 los hombres tenían un ingreso per cápita de $28.173 contra $17.847 para las mujeres. Alrededor del 29,7% de la población estaba bajo el umbral de pobreza nacional. 